# Зарницкий, Яков Иванович
Я́ков Ива́нович Зарни́цкий (ок. 1855 — 16 апреля 1907, Тихвин) — русский духовный писатель.
Окончил Новгородскую духовную семинарию (1873) и в 1877 году Санкт-Петербургскую академию.

Преподавал в Санкт-Петербургской духовной семинарии .
Его основные труды:
- Семидесятипятилетие Санкт-Петербургской духовной семинарии, 1809—1884 гг. — СПб., 1884;
- Отголоски прошлого. Слова поучения и речи. — СПб., 1894;
- Божественная литургия православной церкви. — СПб., 1895;
- Филарет, митрополит московский, как проповедник. — СПб., 1898;
- О необходимости обрядов и символов в богослужении. — СПб., 1901.